# The Sandbox
The Sandbox — двухмерная игра-песочница для мобильных телефонов (iOS и Android) и Microsoft Windows, разработанная игровой студией Pixowl и выпущенная 15 мая 2012 года. Она была выпущена для ПК в Steam 29 июня 2015 года.
В 2018 году бренд был приобретён Animoca Brands, и его название было использовано для одноимённой трёхмерной игры с открытым миром на основе блокчейна, которая была запущена 29 ноября 2021 года.

## Игровой процесс
Игрок берёт на себя роль «ученика божества» и приступает к созданию собственной вселенной, используя такие ресурсы, как вода, почва, молния, лава, песок и стекло. Игроку предоставляется двумерный холст, на который он может попиксельно выкладывать ресурсы. После добавления на экран эти ресурсы взаимодействуют между собой: так, вода смешивается с песком и создаёт грязь, а лава сжигает другие объекты.
В игре есть и более сложные элементы, такие как люди, дикая природа и различные механизмы. Игроку даются различные задания, например, изготовить батарею или построить электрическую цепь. Игроки могут сохранять созданные ими миры, а также загружать их в общедоступную галерею.
Игра бесплатна, для разблокировки дополнительных строительных элементов требуются микротранзакции.

## Отзывы
| Сводный рейтинг | Сводный рейтинг |
| Агрегатор       | Оценка          |
| --------------- | --------------- |
| Metacritic      | 85/100          |

Версия игры 2015 года имеет рейтинг Metacritic 85 % на основе 7 обзоров критиков.